# Большие пегие зимородки
Большие пегие зимородки (лат. Megaceryle) — род птиц семейства зимородковых, ранее включался в род пегие зимородки (Ceryle).
Большой пегий зимородок в России встречается на Кунашире и Шикотане, занесён в Красную книгу.
Гнезда строят в горизонтальных тоннелях, которые выкапывают по берегам рек и на песчаных отмелях.

## Виды
Род включает четыре вида:
- Megaceryle alcyon — Опоясанный пегий зимородок обитает в Северной, Центральной и Южной Америке
- Megaceryle lugubris — Большой пегий зимородок обитает в Азии от Индии до Японии
- Megaceryle maxima — Гигантский пегий зимородок населяет Африку южнее Сахары
- Megaceryle torquata — Красногрудый пегий зимородок обитает в Южной и Центральной Америке